# Ступнік Микола Іванович
Ступнік Микола Іванович (нар. 31 липня 1954, Кривий Ріг, Дніпропетровська область) — вчений у галузі підземної розробки родовищ корисних копалин, ректор Криворізького національного університету, депутат Криворізької міської ради VI скликання (позафракційний).

## Біографія
Народився 1954 року в Кривому Розі. 1971—1976  — навчався у Криворізькому гірничорудному інституті. До 1979 працював науковим співробітником у галузі науково-дослідної лабораторії систем розробки. 1979—1982 — навчання в очній аспірантурі кафедри підземної розробки родовищ корисних копалин. 
1983 — захистив кандидатську дисертацію «Дослідження і оптимізація параметрів підповерхово-камерної виїмки». 
1982—1987 — начальник науково-дослідницького сектора Криворізького гірничорудного інституту. 1987—1999 — доцент. З 2000 року професор. 
2003—2010 — проректор Криворізького технічного університету з науково-педагогічної роботи та міжнародних зв’язків. 
2009—2014  — завідувач кафедри підземної розробки родовищ корисних копалин Криворізького національного університету. 
2012 — захистив дисертацію «Наукові основи формування стійкого стану порушеного фазово-неоднорідного масиву при підземній розробці крутоспадних рудних покладів» на здобуття наукового ступеня доктора технічних наук.
З 2017 — ректор Криворізького національного університету. 
1988—1992 —  викладав французькою та англійською мовами на посаді доцента університету Тебесса (Алжир). 1997—1998 — навчався у Вищій національній гірничий школі в Парижі.
Викладає дисципліни «Проектування рудників і САПР», «Метрологія, стандартизація і якість продукції» та інші. 
Автор 220 наукових праць і навчально-методичних посібників, 6 монографій, 40 патентів 